# Acrosanthes
Acrosanthes és un gènere amb 6 espècies de plantes amb flors que pertany a la família de les aïzoàcies (Aizoaceae). És originari de Sud-àfrica.

## Descripció
Forma grups atapeïts o amb llargues branques esteses. Els seus entrenusos són llenyosos a el menys a la base. Les flors que són individuals apareixen lateralment, però són terminals i estan dominades per unes branques laterals inferiors. El seu perigoni és més curt que el tub basal. Els lòbuls són de color blanc a l'interior. Té vuit a molts estams presents, que estan generalment disposats en grups. La grandària mitjana d'ovari és separat a la base per un envà baix en dues càmeres incompleta. Els fruits en forma de càpsula amb una apergaminada paret, les llavors són aplanades i en forma de ronyó o circular i tenen una arrugada coberta.

## Taxonomia
Acrosanthes va ser descrit per Eckl. i Zeyh., i publicat a Enumeratio Plantarum Africae Australis Extratropicae 3: 328, a l'any 1837. L'espècie tipus és: Acrosanthes fistulosa Eckl. & Zeyher ; Lectotypus (J.J.Swart, ING card 30018. 1970-03) = Acrosanthes anceps

## Espècies acceptades
A continuació s'ofereix un llistat de les espècies del gènere Acrosanthes acceptades fins a juliol de 2011, ordenades alfabèticament. Per a cadascuna s'indica el nom binomial seguit del autor, abreujat segons les convencions i usos.
- Acrosanthes anceps Sond.
- Acrosanthes angustifolia Eckl. i Zeyh.
- Acrosanthes decandra Fenzl
- Acrosanthes humifusa Sond.
- Acrosanthes microphylla Adamson
- Acrosanthes teretifolia Eckl. & Zeyh.